# Rangdid Knutsdatter
Rangdid Knutsdatter, född omkring 1230, död omkring 1298, var en norsk stormannakvinna. Hon var troligen dotter till Knut Håkonsson och Ingerid Skulesdatter. 